# Group DF
Group DF (DF — абревіатура Дмитро Фірташ[джерело?]) — група компаній, активи якої зосереджені в хімічній промисловості, виробництві титану, газовому та банківському секторах. Група також має інтереси в агросекторі, медійному бізнесі, виробництві соди, енергетичній інфраструктурі та нерухомості. Group DF працює в 11 країнах євразійського регіону. Засновником та власником є український підсанкційний олігарх Дмитро Фірташ, який 2007 року консолідував у групу активи, які йому належали. Керівний директор — Борис Краснянський.

## Діяльність

### Газовий сектор
На початку 2000-х Фірташ розгорнув бізнес у сфері торгівлі в Україні та Росії. Тоді він налагодив зв'язки з країнами Середньої Азії і почав поставки товарів в обмін на природний газ. 2002 року Фірташ заснував Eural Trans Gas Kft і укладав контракти на постачання туркменського газу в Україну, а 2003-го в Угорщині заснував компанію з торгівлі газом і енергетичними послугами EMFESZ Kft, яка пізніше отримала ліцензію на торгівлю газом у Польщі.
У 2004 році з «Газпропом» було створено компанію «РосУкрЕнерго АГ», яка постачала середньоазійський газ в Україну та країни Європи до кінця 2008 року. Підприємства групи є споживачами значного обсягу газу, тому питання прямих закупок є надзвичайно значимим для Group DF. Зокрема, підприємства групи щороку споживають майже 6 млрд кубометрів газу, а частка газу в структурі собівартості мінеральних добрив сягає 65-85 %.

### Хімічний сектор
На початку 2000-х Фірташ започаткував бізнес-напрям — азотну хімію. У Середній Азії він купив контрольний пакет ЗАТ СП «Таджик Азот» — найбільшого місцевого виробника мінеральних добрив, також купив естонський «Нітроферт», а у 2004 р. заснував холдинг OSTCHEM, який у 2011—2012 рр. купив контрольні пакети азотних підприємств в Україні: у Горлівці, Черкасах, Сіверодонецьку та Рівному. Пізніше — створено мережу складів («УкрАгро НПК»), а для транспортування добрив куплено морський порт для сухих вантажів «Ніка Тера».

### Видобування титану
2004 року Фірташ купив частку «Кримського ТИТАНу», купив філію кримського комбінату в Іршанську і почав розробку трьох дільниць для виробництва ільменіту, а на «Кримському ТИТАНі» побудовано цех сірчаної кислоти. 2012 року Група купила 100 % акцій підприємства.
Група видобувала титанові руди на чотирьох підприємствах у Житомирській та Дніпропетровській областях України. У грудні 2012 року Group DF перемогла в конкурсі із залучення інвестора до ТОВ «Запорізький титано-магнієвий комбінат». Станом на липень 2016 року підприємство не відновило роботи. Згідно з аудитом Держфінінспекції України, основну частину інвестиційних коштів було витрачено не за призначенням.

### Фінансовий сектор
2011 року група купила контрольний пакет ПАТ Комерційний банк «Надра». На 1 січня 2013 року банк«Надра»  — універсальний комерційний банк з активами у 27 млрд. 684 млн грн.. На 1 січня 2014 року активи банку склали 31 млрд. 115 млн грн.. 5 лютого 2015 року Національний банк України визнав банк «Надра» неплатоспроможним. 5 червня 2015 року Національний банк України ухвалив рішення про ліквідацію банку. 23 січня 2014 року Group DF придбала у італійської групи Intesa Sanpaolo 100 % акцій «Правекс-Банку».

### Інші сфери
Свій перший інвестиційний проект в аграрному секторі — тепличний комплекс DF Agro на Тернопільщині.
2004 року група купила підприємство з виробництва технічної кальцинованої та харчової соди — ПАТ «Кримський содовий завод». В 2013 році «Кримський содовий завод» запустив виробництво харчової соди потужністю 20 тис. тонн на рік.
З 2007 по 2019 Group DF була співвласником БЦ «Парус» (проданий Вагіфу Алієву у 2016 році) та ТРЦ «Арена Сіті» (проданий у 2019 Сергію Тігіпку) у Києві. 2013 року група зайнялася медіа, купивши контрольний пакет Inter Media Group, яка включає телеканали «Інтер», «К1», «К2», «НТН», «Мега», «Ентер-Фільм», «Ентер-Музика», «Zoom» та «Піксель».

## Напрямки бізнесу

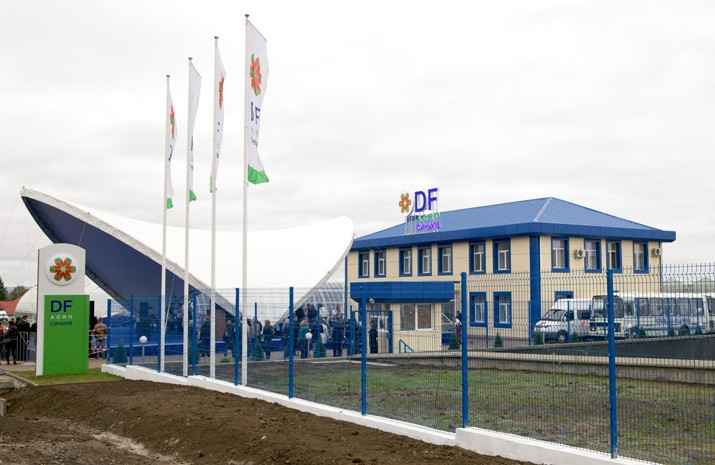
DF Agro (село Синьків, Тернопільська область) — найбільший тепличний комплекс на заході України

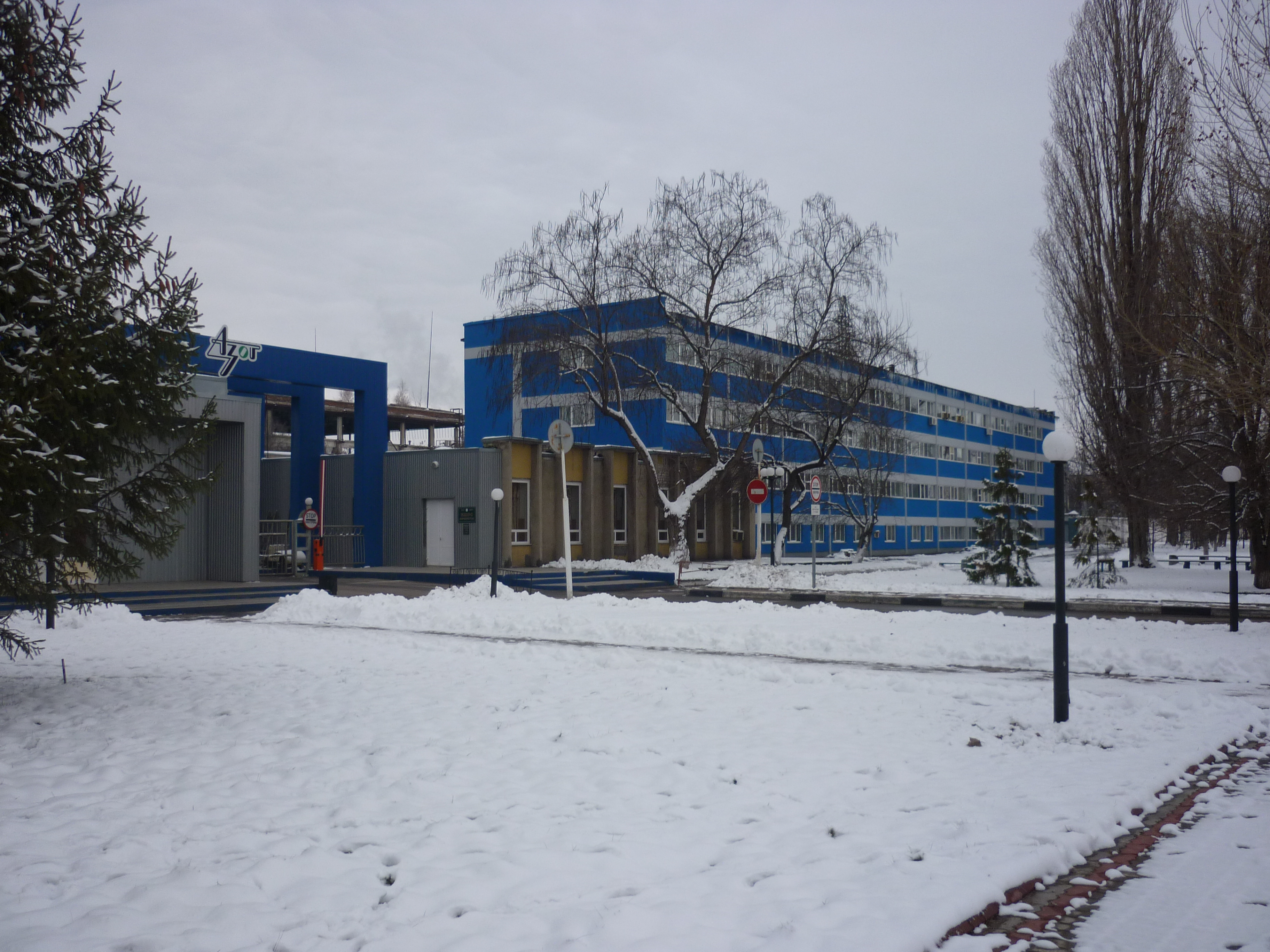
Прохідна ВАТ «Азот» — найбільшого в Україні підприємства з виробництва азотних добрив (Черкаси)

Group DF володіє суттєвими частками наступних підприємств:

### Азотний бізнес:
- Холдингова компанія OSTCHEM:
  - Сєвєродонецьке об'єднання «Азот»;
  - ПАТ «Рівнеазот» (Рівне, Україна);
  - ПАТ «УкрАгро НПК» (Україна);
  - ТОВ «Морський спеціалізований порт Ніка Тера» (Миколаїв, Україна);
- АТ «Нітроферт» (Кохтла-Ярве, Естонія).

### Титановий бізнес:
- ПрАТ «Кримський ТИТАН» (Армянськ, Україна):
  - ТОВ «Межиріченський гірничо-збагачувальний комбінат» (Іршанськ, Україна);
  - ТОВ «Валки-Ільменіт» (Іршанськ, Україна).

### АПК:
- DF Agro.

### Виробництво соди:
- ПАТ «Кримський содовий завод».

### Енергетична інфраструктура:
- ЗАТ «ЗАНГАС» (Росія);
  - ПрАТ «Зангас-НГС» (Україна).

### Медіа-бізнес:
- InterMedia Group.

## Міжнародні проекти

### Дні України у Великій Британії
Флагманським проектом Group DF у співпраці з благодійним фондом Firtash Foundation у напрямі культурної дипломатії стали «Дні України у Великій Британії». Культурний
фестиваль відбувся у Лондоні з 17 по 19 жовтня 2013 р. і став першою масштабною міжнародною подією, яка відкрила європейцям сучасну Україну.
За оцінками експертів, загалом усі заходи, що відбулися в рамках «Днів України», побачили близько
110—120 тисяч мешканців і гостей Лондона.

## Зв'язок з персонами
- Дмитро Фірташ, Голова Ради Group DF.
- Борис Краснянський, керуючий директор Group DF, Член Ради Групи. На посаді керуючого директора групи компаній Group DF — з вересня 2012 року[джерело?].
- Лорд Оксфорд, Член Ради Групи, Член Аудиторського комітету. Британський пер і колишній дипломат[джерело?]. Працював у Лондоні в Міністерстві закордонних справ і у справах Співдружності Великої Британії, а також в офісі Прем'єр-міністра Великої Британії[джерело?]. Також працював першим секретарем британського посольства в Москві в 1983—1985 рр. і радником британського посольства в Києві в 1992—1997 рр.[джерело?]
- Роберт Шетлер-Джонс, Член Ради Групи, директор Group DF з 2007 до серпня 2012 р., став членом Ради Групи у вересні 2012 року[джерело?].

## Історія

### 1988—2001
Дмитро Фірташ починає власний бізнес, організовує постачання споживчих товарів в Україні та Росії, пізніше — в Середній Азії, в обмін на природний газ.

### 2002
Заснована Дмитром Фірташем компанія EuralTransGasKft, укладає ексклюзивні контракти на постачання туркменського газу в Україну. Розширюючи бізнес у сфері хімічної промисловості, Дмитро Фірташ купує контрольний пакет акцій ЗАТ СП «Таджик Азот».

### 2003
Дмитро Фірташ засновує компанію з торгівлі газом і енергетичними послугами EMFESZ Kft (Угорщина). Для розширення хімічного бізнесу купує підприємство АТ «Нітроферт», єдиного виробника аміаку та карбаміду в Естонії.

### 2004
З російським «Газпромом» Дмитро Фірташ створює спільну компанію «РосУкрЕнерго АГ»; для розвитку бізнесу з будівництва нафто- та газопроводів засновує ЗАТ «ЗАНГАС» (Росія), крім того стає акціонером українського підприємства ПрАТ «Кримський ТИТАН», купує контрольний пакет акцій ПАТ «Кримський содовий завод». Для консолідації активів Дмитра Фірташа в хімічній промисловості створюється холдингова компанія Ostchem.

### 2005
«РосУкрЕнерго АГ» починає постачати природний газ з країн Середньої Азії в Україну та країни Європи.

### 2006
«Іршанський гірничо-збагачувальний комбінат», філіал ПрАТ «Кримський ТИТАН», починає розробку трьох нових дільниць для виробництва ільменіту.

### 2007
Для ефективного управління активами Дмитра Фірташа в енергетиці та хімічній промисловості формується міжнародна група компаній Group DF. Група виходить на ринок нерухомості.

### 2008
ПрАТ «Кримський ТИТАН» починає будівництво нового цеху сірчаної кислоти, ПАТ «Кримський содовий завод» збільшує виробництво кальцинованої соди до рекордних обсягів — 764 тис. тонн.

### 2009
ПАТ «Кримський содовий завод» вводить в експлуатацію парову турбіну, що генерує 20 % від загального обсягу електроенергії, яку споживає підприємство.

### 2010
Group DF ініціює масштабну програму трансформації групи з залученням PwC. OSTCHEM купує контрольний пакет акцій ПАТ «Концерн Стирол» (Горлівка).

### 2011
Group DF купує контрольний пакет акцій ПАТ «Комерційний банк „Надра“». OSTCHEM купує контрольні пакети акцій ПАТ «Азот» (Черкаси), ПрАТ «Сєвєродонецьке об'єднання Азот» та ПАТ «Рівнеазот», ТОВ «Морський спеціалізований порт Ніка Тера».

### 2012
Group DF будує тепличний комплекс DF Agro (с. Синьків, Тернопільська обл.), купує контрольний пакет акцій ПрАТ «УкрАгро НПК». На ПрАТ «Кримський ТИТАН» завершується будівництво нового цеху сірчаної кислоти потужністю 600 тис. тонн на рік. Крім цього, група купує 49 % акцій «Запорізького титано-магнієвого комбінату» і консолідує 100 % акцій ПрАТ «Кримський ТИТАН».

### 2013
Group DF виходить на медійний ринок, купуючи контрольний пакет акцій компанії InterMedia Group.
«Кримський содовий завод» розпочав виробництво харчової соди. Group DF
підтримує 2 масштабних міжнародних проекти: саміт «Сценарії розвитку України»
та міжнародний культурний проект «Дні України у Великій Британії». Група стає інвестором ТОВ «Запорізький титано-магнієвий комбінат» та отримує 49 % частку у статутному капіталі товариства.

### 2014
Для скорочення відстані від виробників до споживачів та розширення збуту мінеральних добрив, мережу регіональних складів на початку 2014 року розширюють з 15 до 25у різних регіонах України. Таким чином, розвиваючи власну дистриб'юторську мережу, OSTCHEM планує підвищити свою конкурентоспроможність серед виробників мінеральних добрив на ринку України.

### 2018
Господарський суд Запорізької області повністю задовольнив позов Спеціалізованої антикорупційної прокуратури (САП) в інтересах держави до офшорної компанії Tolexis Trading Limited (Кіпр), що входить до Group DF Дмитра Фірташа, про розірвання договору з Фондом держмайна (ФДМ) України про створення ТОВ «Запорізький титаномагнієвий комбінат» (ЗТМК) на базі однойменного держпідприємства. При цьому уточнюється, що судове рішення, зокрема, передбачає розірвання договору про створення ТОВ «ЗТМК» № 85 від 22 лютого 2013 року, укладеного ФДМ та компанією Tolexis Trading Ltd у повному обсязі.

## Розслідування
У вересні 2022 року Бюро економічної безпеки України опублікувало заяву щодо підозри однієї з компаній Group DF ухиленні від сплати податків. Група відкинула це звинувачення.